# Лятно тръшване (2001)
Лятно тръшване (2001) (на английски: SummerSlam) е четиринадесетото годишно pay-per-view събитие от поредицата Лятно тръшване, продуцирано от Световната федерация по кеч (WWF). Събитието се провежда на 19 август 2001 г. в Сан Хосе, Калифорния.

## Обща информация
В главния мач, Скалата побеждава Букър Ти за Титлата на WCW, след като прави Натиска на Скалата. Останалите два основни мача са Стив Остин срещу Кърт Енгъл за Титлата на WWF, който Енгъл печели, след като Остин е дисквалифициран за нападение над съдиите, а Роб Ван Дам побеждава Джеф Харди в мач със стълби за Хардкор титлата на WWF.
Другият основен мач на ъндъркарда е мачът в стоманена клетка между отборните шампиони на WCW Гробаря и Кейн и отборните шампиони на WWF Даймънд Далас Пейдж и Крис Кениън, който Гробаря и Кейн печелят, след като Гробаря прави Последното причастие.

## Резултати
| №                                         | Резултати | Правила                                                                                          | Време |
| ----------------------------------------- | --- | ------------------------------------------------------------------------------------------------ | ----- |
| 1                                         | Острието (WWF) побеждава Ланс Сторм (ш) (Алианс) | Индивидуален мач за Интерконтиненталната титла на WWF                                            | 11:16 |
| 2                                         | Дъдли бойз (Бъба Рей Дъдли и Дивон Дъдли) и Тест (Алианс) поб. Дяконите (Брадшоу и Фарук) и Спайк Дъдли (с Моли Холи) (WWF)                         | Шесторен отборен мач                                                                             | 7:19  |
| 3                                         | Екс Пак (ш - полутежък) поб. Таджири (ш - леко-тежък)                                                                                               | Индивидуален мач за Титлата в полутежка категория на WCW и Титлата в леко-тежка категория на WWF | 7:33  |
| 4                                         | Крис Джерико (WWF) поб. Райно (със Стефани Макмеън–Хелмсли) (Алианс) чрез предаване                                                                 | Индивидуален мач                                                                                 | 12:34 |
| 5                                         | Роб Ван Дам (Алианс) поб. Джеф Харди (ш) (WWF) | Мач със стълби за Хардкор титлата на WWF                                                         | 16:33 |
| 6                                         | Братята на разрушението (Гробаря и Кейн) (ш - Отборни на WCW) (със Сара) (WWF) поб. Даймънд Далас Пейдж и Крис Кениън (ш - Отборни на WWF) (Алианс) | Мач в Стоманена клетка за Отборните титли на WCW и Отборните титли на WWF                        | 10:15 |
| 7                                         | Кърт Енгъл (WWF) поб. Ледения Стив Остин (ш) (Алианс) чрез дисквалификация                                                                          | Индивидуален мач за Титлата на WWF                                                               | 22:30 |
| 8                                         | Скалата (WWF) поб. Букър Ти (ш) (с Шейн Макмеън) (Алианс)                                                                                           | Индивидуален мач за Титлата на WCW                                                               | 15:19 |
| - (ш) – указва шампиона/шампионите в мача | |                                                                                                  |       |